# 舊福特汽車工廠

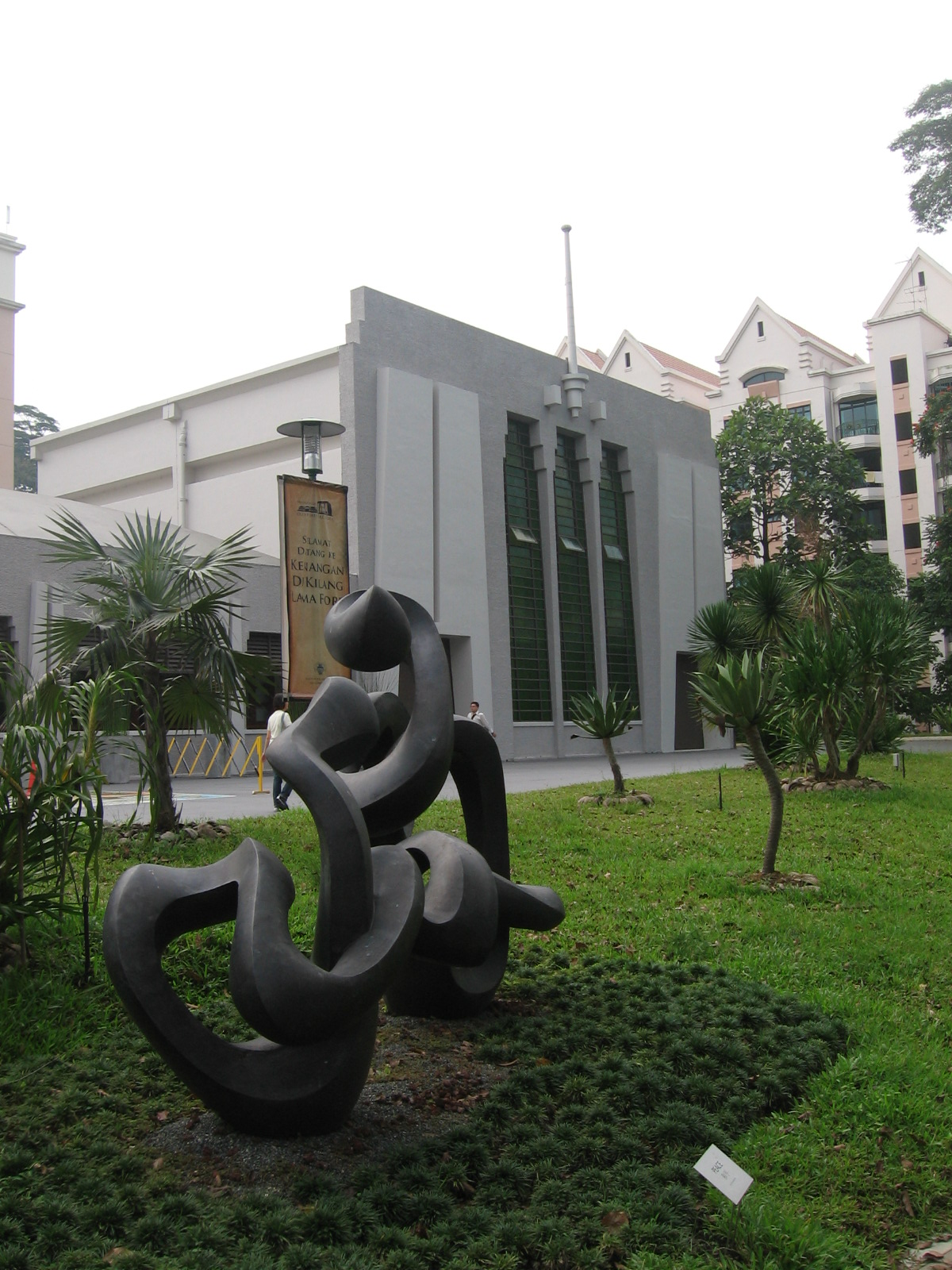
舊福特汽車工廠

1°21′10″N 103°46′07.5″E / 1.35278°N 103.768750°E
舊福特汽車工廠（英語：Former Ford Factory）是新加坡歷史建築，位於武吉知馬路上段。

## 歷史
工廠由福特公司建於1941年10月，是福特首間在東南亞開設的汽車裝配廠。第二次世界大戰中，日本打勝新加坡戰役。1942年2月15日，英國駐馬來亞陸軍總司令白思華在此向山下奉文簽署降書。
1947年，福特汽車廠在戰爭後恢復運營，至1980年6月終於關閉。2006年2月15日，即新加坡投降64週年，舊福特汽車工廠被列入新加坡國家古蹟，並改為紀念館，現稱昭南福特車廠紀念館（Memories at Old Ford Factory）。

## 官方網站
- 官網